# Persone di nome Antonio/Politici
| Questa pagina contiene informazioni ricavate automaticamente dalle voci biografiche con l'ausilio del template Bio e di un bot. L'aggiornamento è periodico e automatico e ricostruisce completamente la pagina. Se manca una persona in questa lista, sei pregato di non aggiungerla, ma accertati piuttosto che la sua voce biografica contenga il template Bio e che i dati anagrafici siano correttamente compilati. Se il template Bio manca, inseriscilo tu stesso o, in alternativa, metti l'avviso {{tmp\|Bio}} che ne segnala la mancanza. Se i dati riportati sono sbagliati, correggi direttamente la voce biografica; le modifiche saranno visibili in questa lista entro pochi giorni. Per chiarimenti vedi il progetto antroponimi. La lista contiene solo le 396 persone che sono citate nell'enciclopedia e per le quali è stato implementato correttamente il template Bio. Pagina aggiornata al 6 ago 2025. |

Questa è una lista di persone presenti nell'enciclopedia che hanno il nome Antonio e sono politici.

## A(29)
- Antonio Abbruzzese, politico italiano (Bitetto, n. 1864)
- Antonio Aceti, politico italiano (Fermo - Fermo, † 1407)
- Antonio Acri, politico italiano (San Giovanni in Fiore, n. 1942 - Catanzaro, † 2009)
- Antonio Aggio, politico italiano (Boara Pisani, n. 1846 - Boara Pisani, † 1903)
- Antonio Agogliati, politico italiano (Ferriere, n. 1956)
- Antonio Airenti, politico italiano († 1855)
- Antonio Alberti, politico italiano (Verona, n. 1883 - Pacengo, † 1956)
- Antonio Alberti, politico italiano (Catanzaro, n. 1929 - Firenze, † 2000)
- Antonio Aldini, politico e avvocato italiano (Bologna, n. 1755 - Pavia, † 1826)
- Antonio Allievi, politico, giornalista e prefetto italiano (Segnano, n. 1824 - Roma, † 1896)
- Antonio Amendola, politico italiano (Roma, n. 1916 - † 1953)
- Antonio Andò, politico italiano (Roma, n. 1947)
- Antonio Silvano Andriani, politico e economista italiano (Giovinazzo, n. 1933 - Roma, † 2014)
- Antonello Antinoro, politico e medico italiano (Palermo, n. 1960)
- Antonio Aguilar y Correa, politico spagnolo (Madrid, n. 1824 - Madrid, † 1908)
- Antonio de Guevara, II conte di Potenza, politico e diplomatico spagnolo (n. 1454 - † 1513)
- Antonio Corradi, politico italiano (Gonzaga - Mantova, † 1283)
- Antonio Arcieri, politico italiano (Latronico, n. 1819 - Latronico, † 1894)
- Antonio Luigi Are, politico e avvocato italiano (Orani, n. 1852 - Nuoro, † 1943)
- Antonio Arenas, politico peruviano (Lima, n. 1808 - Lima, † 1891)
- Antonio Armino, politico e sindacalista italiano (Palmi, n. 1901 - Napoli, † 1956)
- Antonio Arrivabene, politico italiano (Correggioli, n. 1801 - Mantova, † 1877)
- Antonio Atti, politico italiano (San Giorgio di Piano, n. 1897)
- Antonio Attili, politico italiano (Tagliacozzo, n. 1948)
- Antonio Aurigemma, politico e giornalista italiano (Monteforte Irpino, n. 1931 - Avellino, † 2008)
- Antonio Maria Avogadro, politico e militare italiano (Brescia, n. 1500 - Aversa, † 1528)
- Antonio Azzollini, politico italiano (Molfetta, n. 1953)
- Antonio Mario Mazzarrino, politico italiano (Bari, n. 1925 - Fasano, † 2015)
- Antonio Cecina Sabino, politico romano

## B(41)
- Antonio Bajamonti, politico italiano (Spalato, n. 1822 - Spalato, † 1891)
- Antonio Baldelli, politico italiano (Ancona, n. 1971)
- Antonio Barberio, politico italiano (Pola, n. 1934)
- Antonio Barbieri, politico italiano (Benevento, n. 1952)
- Antonio Barbieri, politico e imprenditore italiano (Seniga, n. 1828 - Brescia, † 1886)
- Antonio Barboni, politico italiano (Teramo, n. 1959)
- Antonio Bareggi, politico italiano (Vignate, n. 1901 - Varese, † 1950)
- Antonio Bargone, politico italiano (Brindisi, n. 1947)
- Antonio Baslini, politico italiano (Milano, n. 1869 - Merate, † 1943)
- Antonio Bassolino, politico italiano (Afragola, n. 1947)
- Antonio Battista, politico italiano (Campobasso, n. 1957)
- Antonio Bellino, politico italiano (Potenza, n. 1925 - † 2016)
- Antonio Bellocchio, politico italiano (Capua, n. 1927 - Caserta, † 2022)
- Antonio Bells, politico palauano (n. 1948)
- Antonio Berardi, politico italiano (Poggio Renatico, n. 1894 - † 1975)
- Antonio Beretta, politico italiano (Siziano, n. 1808 - Roma, † 1891)
- Antonio Berlingieri, politico italiano (Rossano Calabro, n. 1904 - † 2003)
- Antonio Bernardi, politico italiano (Reggio nell'Emilia, n. 1941)
- Antonio Bernocchi, politico, mecenate e imprenditore italiano (Castellanza, n. 1859 - Milano, † 1930)
- Antonio Berti, politico italiano (Foggia, n. 1922 - Torino, † 2022)
- Antonio Bevacqua, politico italiano (Catanzaro, n. 1954)
- Antonio Biassa, politico e ammiraglio italiano (La Spezia - La Spezia, † 1476)
- Antonio Bisaglia, politico italiano (Rovigo, n. 1929 - Santa Margherita Ligure, † 1984)
- Antonio Boccia, politico e funzionario italiano (Potenza, n. 1944)
- Antonio Boccuzzi, politico italiano (Torino, n. 1973)
- Antonio Bodrito, politico e dirigente d'azienda italiano (Genova, n. 1933 - † 1974)
- Antonio Boggiano Pico, politico e giurista italiano (Savona, n. 1873 - Genova, † 1965)
- Antonio Bolettieri, politico, scrittore e avvocato italiano (Grassano, n. 1915 - Roma, † 2003)
- Antonio Bon, politico italiano (Venezia, n. 1462 - Venezia, † 1525)
- Antonio Bonadies, politico e medico italiano (Andria, n. 1899 - Andria, † 1994)
- Antonio Boncompagni Ludovisi, politico italiano (Roma, n. 1808 - Milano, † 1883)
- Antonio Bonne, politico italiano
- Antonio Borghesi, politico italiano (Bolzano, n. 1949 - Verona, † 2017)
- Antonio Borrero, politico ecuadoriano (Cuenca, n. 1827 - Quito, † 1911)
- Antonio Borrometi, politico italiano (Modica, n. 1953 - Bologna, † 2022)
- Antonio Maria Brianda, politico italiano (n. 1922 - † 2016)
- Antonio Brignole Sale, politico e diplomatico italiano (Genova, n. 1786 - Genova, † 1863)
- Antonio Brizioli, politico italiano (Massa Martana, n. 1924 - † 2011)
- Antonio Bruno, politico italiano (San Marzano di San Giuseppe, n. 1945)
- Antonio Buonfiglio, politico italiano (Roma, n. 1968)
- Antonio Bussi, politico italiano (Novara, n. 1903 - Novara, † 1989)

## C(55)
- Antonio Caccianiga, politico, patriota e scrittore italiano (Treviso, n. 1823 - Maserada sul Piave, † 1909)
- Antonio Cafiero, politico argentino (Buenos Aires, n. 1922 - Buenos Aires, † 2014)
- Antonio Caldoro, politico italiano (Campobasso, n. 1924 - Napoli, † 2015)
- Antonio Canal, politico italiano (Venezia, n. 1567 - Venezia, † 1650)
- Antonio Enrico Canepa, politico italiano (Genova, n. 1940 - Genova, † 1983)
- Antonio Cánovas del Castillo, politico spagnolo (Malaga, n. 1828 - Mondragón, † 1897)
- Antonio Nicola Cantalamessa, politico italiano (Sulmona, n. 1940 - Napoli, † 2017)
- Antonio Capaldi, politico italiano (Ronciglione, n. 1953)
- Antonio Capece Minutolo, politico, scrittore e nobile italiano (Napoli, n. 1768 - Pesaro, † 1838)
- Antonio Cappelli, politico e agronomo italiano (San Demetrio ne' Vestini, n. 1849 - Roma, † 1902)
- Antonio Cappello, politico italiano (n. 1494 - † 1565)
- Antonio Cappello, politico e diplomatico italiano (Venezia, n. 1736 - Venezia, † 1807)
- Antonio Capua, politico italiano (Melicuccà, n. 1905 - † 1996)
- Antonio Capuano, politico italiano (Frattaminore, n. 1971)
- Antonio Carattoni, politico sammarinese (Sant'Agata Feltria, n. 1945)
- Antonio Carcarino, politico italiano (Napoli, n. 1946 - Portici, † 2016)
- Antonio Carcaterra, politico e giurista italiano (Sessa Aurunca, n. 1905 - † 1993)
- Antonio Caridi, politico italiano (Reggio Calabria, n. 1969)
- Antonio Cariglia, politico italiano (Vieste, n. 1924 - Pistoia, † 2010)
- Antonio Carranti, politico italiano (Imola, n. 1872 - Bologna, † 1930)
- Antonio Caruso, politico italiano (Savelli, n. 1926 - Mantova, † 2012)
- Antonio Casasola, politico e ingegnere italiano (Salcano, n. 1896)
- Antonio Casellati, politico e avvocato italiano (Venezia, n. 1928 - Venezia, † 2020)
- Antonio Casertano, politico italiano (Capua, n. 1863 - Napoli, † 1939)
- Antonio Caso, politico italiano (Napoli, n. 1984)
- Antonio Cassitta, politico italiano (Calangianus, n. 1898 - Calangianus, † 1971)
- Antonio Castellaccio, politico italiano (Sassari, n. 1925 - † 1990)
- Antonio Castricone, politico italiano (Popoli, n. 1974)
- Antonio Cavalli, politico e militare italiano (Villa di Serio, n. 1889 - Calcinate, † 1965)
- Antonio Caveri, politico e giurista italiano (Genova, n. 1811 - Genova, † 1870)
- Antonio Cefaly, politico e imprenditore italiano (Cortale, n. 1850 - Roma, † 1928)
- Antonio Celotti, politico italiano (Gemona del Friuli, n. 1840 - Gemona del Friuli, † 1904)
- Antonio Juan de Centelles, politico, nobile e giudice spagnolo (Valencia, n. 1616 - Madrid, † 1681)
- Antonio Carmine Centi, politico italiano (Barisciano, n. 1944 - Tortoreto, † 2024)
- Antonio Cherio, politico italiano (San Mauro Torinese, n. 1950)
- Antonio Chieffo, politico italiano (Colletorto, n. 1952)
- Antonio Ciampaglia, politico italiano (Napoli, n. 1955)
- Antonio Ciancio, politico italiano (Orsogna, n. 1934)
- Antonio Cicchetti, politico italiano (Rieti, n. 1952)
- Antonio Ciccone, politico e medico italiano (Saviano, n. 1808 - Napoli, † 1893)
- Antonio Cifaldi, politico italiano (Benevento, n. 1899 - † 1967)
- Antonio Cippico, politico italiano (Zara, n. 1877 - Roma, † 1935)
- Manuel Maria Coelho, politico e militare portoghese (Chaves, n. 1857 - Lisbona, † 1943)
- Antonio Colocci, politico italiano (Jesi, n. 1821 - Jesi, † 1908)
- Antonio Comelli, politico italiano (Nimis, n. 1920 - † 1998)
- Antonio Conforti, politico e avvocato italiano (n. 1893)
- Antonio Conte, politico italiano (Telese Terme, n. 1944)
- Antonio Michele Coppi, politico italiano (Turi, n. 1948 - Turi, † 2024)
- Antonio Corazzin, politico italiano (Feltre, n. 1940)
- Antonio Corona, politico italiano (Foggia, n. 1933 - Latina, † 1994)
- Antonio Francisco Coronel, politico messicano (Città del Messico, n. 1817 - † 1894)
- Antonio Costantini, politico italiano (Casale sul Sile, n. 1899 - Roma, † 1969)
- Antonio Cremisini, politico italiano (Roma, n. 1905 - † 1989)
- Antonio Cuomo, politico italiano (Eboli, n. 1957)
- Antonio Curina, politico e partigiano italiano (Pietralunga, n. 1898 - Fiesole, † 1974)

## D(27)
- Antonio D'Alessio, politico italiano (Salerno, n. 1964)
- Antonio D'Auria, politico italiano (Arzano, n. 1928 - Napoli, † 1980)
- Antonio Dal Sasso, politico italiano (Asiago, n. 1907 - † 1962)
- Antonio Daniele, politico italiano (Gagliano del Capo, n. 1903 - † 1982)
- Antonio Dazzi, politico e diplomatico italiano (Unterschlatt, n. 1905 - † 1980)
- Antonio De Berti, politico italiano (Pago, n. 1889 - Roma, † 1952)
- Antonio De Dominicis, politico italiano (Ascoli Piceno, n. 1826 - Roma, † 1897)
- Antonio De Gregorio, politico italiano (Potenza, n. 1938 - Potenza, † 2015)
- Antonio De Poli, politico italiano (Vicenza, n. 1960)
- Antonio De Witt, politico italiano (Orbetello, n. 1828 - † 1889)
- Antonio Decaro, politico italiano (Bari, n. 1970)
- Antonio Del Corvo, politico italiano (Celano, n. 1959)
- Antonio Del Duca, politico italiano (Casacanditella, n. 1926 - Chieti, † 2021)
- Antonio Del Pennino, politico italiano (Milano, n. 1939)
- Antonio Del Prete, politico italiano (Taranto, n. 1934 - Torricella, † 2022)
- Antonio della Scala, politico e militare italiano (Verona, n. 1363 - Tredozio, † 1388)
- Antonio Dentis, politico italiano (Torino, † 1667)
- Antonio Di Bisceglie, politico italiano (Sala Consilina, n. 1952)
- Antonio Di Nunno, politico e giornalista italiano (Avellino, n. 1945 - Avellino, † 2015)
- Antonio De Tomaso, politico argentino (Buenos Aires, n. 1889 - Buenos Aires, † 1933)
- Antonio Di Trento, politico italiano (n. 1839)
- Antonio Distaso, politico italiano (Bari, n. 1966)
- Antonio Dozzi, politico italiano (Padova, n. 1817 - Padova, † 1885)
- Antonio Caimo Dragoni, politico italiano (n. 1801 - Udine, † 1877)
- Antonio Nariño, politico colombiano (Bogotà, n. 1765 - Villa de Leyva, † 1823)
- Antonio D'Alì, politico italiano (Palermo, n. 1860 - Trapani, † 1916)
- Antonio Del Monaco, politico e generale italiano (Maddaloni, n. 1956 - Roma, † 2023)

## E(1)
- Antonio Emo Capodilista, politico e imprenditore italiano (Padova, n. 1837 - Padova, † 1912)

## F(16)
- Antonio Falomi, politico italiano (Roma, n. 1943)
- Antonio Fantini, politico italiano (Napoli, n. 1936 - Napoli, † 2013)
- Antonio Federico, politico italiano (Campobasso, n. 1980)
- Antonio Ferrara, politico italiano (Varese, n. 1970)
- Antonio Ferrarese, politico italiano (Mirano, n. 1888 - Treviso, † 1959)
- Antonio Fiamma, politico italiano (Matera, n. 1922 - Matera, † 2014)
- Antonio Fischetti, politico italiano (Fragagnano, n. 1938 - Roma, † 1994)
- Antonio Follese, politico italiano (Cagliari, n. 1907 - Cagliari, † 1976)
- Antonio Fonnesu, politico italiano (Alghero, n. 1943)
- Antonio Fornoni, politico italiano (Venezia, n. 1825 - Venezia, † 1897)
- Antonio Fosson, politico italiano (Ivrea, n. 1951)
- Antonio Fradeletto, politico italiano (Venezia, n. 1858 - Roma, † 1930)
- Antonio Franceschi, politico italiano (Tonara, n. 1928 - Oristano, † 2001)
- Antonio Franchi, politico italiano (Campli, n. 1939)
- Antonio Franzini, politico e generale italiano (Casal Cermelli, n. 1788 - Torino, † 1860)
- Antonio Trillanes, politico e ex militare filippino (Caloocan, n. 1971)

## G(32)
- Antonio Maria Gabellone, politico italiano (Gallipoli, n. 1959)
- Antonio Gabrieli, politico italiano (Calimera, n. 1902 - † 1984)
- Antonio Gaglione, politico italiano (Latiano, n. 1953)
- Antonio Gandolfi, politico e militare italiano (Carpi, n. 1835 - Bologna, † 1902)
- Camillo Garroni Carbonara, politico, diplomatico e prefetto italiano (Genova, n. 1852 - Genova, † 1935)
- Antonio Gatti, politico italiano (Teramo, n. 1946)
- Antonio Giuseppe Gattino, politico italiano (Meugliano, n. 1802 - Torino, † 1853)
- Antonio Gava, politico italiano (Castellammare di Stabia, n. 1930 - Roma, † 2008)
- Antonio Ghivizzani, politico e magistrato italiano (Lucca, n. 1808 - Roma, † 1884)
- Antonio Giacone, politico italiano (Sambuca di Sicilia, n. 1914 - Sambuca di Sicilia, † 1998)
- Antonio Giagu Demartini, politico italiano (Thiesi, n. 1925 - Sassari, † 2006)
- Antonio Giolitti, politico e partigiano italiano (Roma, n. 1915 - Roma, † 2010)
- Antonio Giordano, politico italiano (Napoli, n. 1964)
- Antonio Giovanola, politico italiano (Cannobio, n. 1814 - Milano, † 1882)
- Antonio Girfatti, politico italiano (Sessa Aurunca, n. 1939 - Napoli, † 2017)
- Antonio Giudice, politico italiano (Eboli, n. 1819 - Eboli, † 1898)
- Antonio Gramsci, politico, filosofo e politologo italiano (Ales, n. 1891 - Roma, † 1937)
- Antonio Graziani, politico italiano (Camaiore, n. 1930 - Lido di Camaiore, † 2007)
- Antonio Greppi, politico, scrittore e commediografo italiano (Angera, n. 1894 - Milano, † 1982)
- Antonio Grilli, politico italiano (Ascoli Piceno, n. 1922 - † 2005)
- Chevalier de Grimaldi, politico monegasco (Parigi, n. 1697 - Monaco, † 1784)
- Antonio Grimani, politico italiano (Venezia, n. 1434 - Venezia, † 1523)
- Antonio Guarasci, politico italiano (Rogliano, n. 1918 - Polla, † 1974)
- Antonio Guariento, politico italiano (Este, n. 1896 - † 1975)
- Antonio Guarra, politico e avvocato italiano (Portici, n. 1928 - Roma, † 1996)
- Antonio Guerra, politico italiano (Afragola, n. 1824 - Afragola, † 1890)
- Antonio Gui, politico e magistrato italiano (Roma, n. 1843 - Terracina, † 1919)
- Antonio Guidi, politico e neurologo italiano (Roma, n. 1945)
- Antonio Guiducci, politico italiano (Arezzo, n. 1849 - Arezzo, † 1928)
- Antonio de Guill y Gonzaga, politico spagnolo (Valencia, n. 1715 - Santiago del Cile, † 1768)
- Antonio Guzmán Blanco, politico venezuelano (Caracas, n. 1829 - Parigi, † 1899)
- Antonio Günther di Oldenburg, politico tedesco (Lensahn, n. 1923 - Harmsdorf, † 2014)

## I(5)
- Antonio Iannone, politico italiano (Torre del Greco, n. 1975)
- Antonio Iervolino, politico italiano (Ottaviano, n. 1937)
- Antonio Mario Innamorato, politico italiano (Teggiano, n. 1937 - Polla, † 2018)
- Antonio Iodice, politico italiano (Giugliano in Campania, n. 1941)
- Antonio José de Irisarri, politico guatemalteco (Città del Guatemala, n. 1786 - Brooklyn, † 1868)

## L(21)
- Antonio La Forgia, politico italiano (Forlì, n. 1944 - Bologna, † 2022)
- Antonio La Gloria, politico italiano (Vallo della Lucania, n. 1944)
- Antonio La Pergola, politico e giurista italiano (Bronte, n. 1931 - Roma, † 2007)
- Antonio Laforgia, politico italiano (Bari, n. 1927 - Bari, † 2011)
- Antonio Landolfi, politico e saggista italiano (Napoli, n. 1930 - Roma, † 2011)
- Antonio Lanzirotti, politico italiano (Caltanissetta, n. 1806 - Caltanissetta, † 1888)
- Antonio Lascaris di Castellar, politico italiano (n. 1436 - † 1490)
- Antonio Leone, politico italiano (Putignano, n. 1948)
- Antonio Leoni, politico, avvocato e magistrato italiano (Ittiri, n. 1877 - Roma, † 1936)
- Antonio Lepore, politico italiano (Benevento, n. 1897 - Benevento, † 1974)
- Antonio Lia, politico italiano (Specchia, n. 1942)
- Antonio Lisi, politico e avvocato italiano (Galatina, n. 1938 - Roma, † 1999)
- Antonio Loddo, politico, giornalista e scrittore italiano (Lanusei, n. 1950)
- Antonio Lombardini, politico e matematico italiano (Parma, n. 1794 - Parma, † 1869)
- Antonio Luigi Lombardini, politico italiano (Cocquio-Trevisago, n. 1904 - † 1970)
- Antonio Lombardo, politico italiano (Alcamo, n. 1982)
- Antonio Lorusso, politico italiano (Bari, n. 1940)
- Antonio Louaraz d'Arville, politico e avvocato francese (Allevard, n. 1791 - Arvillard, † 1861)
- Antonio Lucifero, politico e nobile italiano (Crotone, n. 1830 - Crotone, † 1899)
- Antonio Luongo, politico italiano (Potenza, n. 1958 - Potenza, † 2015)
- Antonio López-Istúriz White, politico spagnolo (Pamplona, n. 1970)

## M(42)
- Antonio de Mendoza, politico e cavaliere medievale spagnolo (Spagna, n. 1495 - Lima, † 1552)
- Antonio Maccanico, politico e funzionario italiano (Avellino, n. 1924 - Roma, † 2013)
- Antonio Macchiarola, politico italiano (Gambatesa, n. 1931)
- Antonio Maffi, politico italiano (Milano, n. 1850 - Milano, † 1912)
- Antonio Maghella, politico italiano (Varese Ligure, n. 1766 - Maissana, † 1850)
- Antonio Magnabosco, politico italiano (Vicenza, n. 1937)
- Antonio Malerba, politico italiano (Galliate, n. 1957)
- Antonio Mancini, politico italiano (Serramonacesca, n. 1915 - Roma, † 1982)
- Antonio Mangilli, politico italiano (Cento, n. 1829 - Cento, † 1900)
- Antonio Mantelli, politico italiano (n. 1810 - † 1856)
- Antonio Maraini, politico, scultore e critico d'arte italiano (Roma, n. 1886 - Firenze, † 1963)
- Antonio Marano, politico e manager italiano (Ascoli Satriano, n. 1956)
- Antonio Marotta, politico italiano (Torchiara, n. 1947)
- Antonio Martino, politico e economista italiano (Messina, n. 1942 - Roma, † 2022)
- Antonio Martino, politico italiano (Popoli, n. 1976)
- Antonio Marzotto Caotorta, politico italiano (Firenze, n. 1917 - Milano, † 2011)
- Antonio Mastri, politico italiano (Santa Maria Nuova, n. 1941)
- Antonio Mastrogiacomo, politico italiano (Adelfia, n. 1935 - Adelfia, † 2022)
- Antonio Matarazzo, politico e dirigente d'azienda italiano (Avellino, n. 1941)
- Antonio Mathieu, politico italiano (Annecy, n. 1798 - † 1870)
- Antonio Maxia, politico italiano (Roma, n. 1904 - Roma, † 1962)
- Antonio Mazzarino, politico, latinista e filologo classico italiano (Catania, n. 1923 - Roma, † 1999)
- Antonio Mazzarolli, politico italiano (Treviso, n. 1928 - Treviso, † 1998)
- Antonio Mazzarosa, politico italiano (Lucca, n. 1780 - Lucca, † 1861)
- Antonio Mazzocchi, politico italiano (Napoli, n. 1938)
- Antonio Mazzone, politico italiano (Napoli, n. 1934 - Napoli, † 2022)
- Antonio Melfi, politico italiano (Amendolara, n. 1948)
- Antonio Milo, politico italiano (Agerola, n. 1959)
- Antonio Milošoski, politico macedone (Tetovo, n. 1976)
- Antonio Misiani, politico italiano (Bergamo, n. 1968)
- Antonio Mola, politico italiano (Napoli, n. 1924 - Napoli, † 2012)
- Antonio Molinaroli, politico italiano (Piacenza, n. 1894 - † 1972)
- Antonio Montagnino, politico italiano (Caltanissetta, n. 1943)
- Antonio Montanari, politico e saggista italiano (Meldola, n. 1811 - Meldola, † 1898)
- Antonio Montanti, politico italiano (Altofonte, n. 1928 - Trapani, † 1983)
- Antonio Montessoro, politico italiano (Genova, n. 1938 - † 2002)
- Enrico Morando, politico italiano (Arquata Scrivia, n. 1950)
- Antonio Mormone, politico italiano (Sorrento, n. 1938 - † 2004)
- Antonio Mosconi, politico italiano (Vicenza, n. 1866 - Roma, † 1955)
- Antonio Mundo, politico italiano (Albidona, n. 1938 - Cosenza, † 2024)
- Antonio Muratore, politico italiano (Canicattì, n. 1927 - Guidonia Montecelio, † 2023)
- Antonio Mussa, politico italiano (Torino, n. 1940)

## N(3)
- Antonio Natali, politico italiano (Voghera, n. 1921 - Milano, † 1991)
- Antonio Nicoletti, politico e urbanista italiano (Bari, n. 1974)
- Antonio Nunziante, politico italiano (Napoli, n. 1830 - Napoli, † 1900)

## O(3)
- Antonio Oliva, politico e patriota italiano (L'Avana, n. 1827 - Roma, † 1886)
- Antonio Onofri, politico e diplomatico sammarinese (n. 1759 - † 1825)
- Antonio Orlini, politico italiano (Ascoli Piceno, n. 1924 - Ascoli Piceno, † 2006)

## P(38)
- Antonio Palagiano, politico italiano (Taranto, n. 1956)
- Antonio Palmieri, politico italiano (Milano, n. 1961)
- Antonio Pannullo, politico e magistrato italiano (Pietrelcina, n. 1887 - Roma, † 1960)
- Antonio Panzera, politico italiano (Giuliano di Lecce, n. 1825 - Lecce, † 1886)
- Antonio Paravia, politico italiano (Gragnano, n. 1951)
- Antonio Parlato, politico e avvocato italiano (Napoli, n. 1939 - Napoli, † 2010)
- Antonio Domenico Pasinato, politico italiano (Cassola, n. 1948)
- Annico Pau, politico italiano (Nuoro, n. 1943)
- Antonio Pavan, politico italiano (Venezia, n. 1894 - Treviso, † 1953)
- Antonio Pecoraro, politico italiano (Palermo, n. 1914 - † 1999)
- Antônio Carlos Magalhães, politico e imprenditore brasiliano (Salvador, n. 1927 - São Paulo, † 2007)
- Antonio Pellegrini, politico italiano (Costantinopoli, n. 1843 - Sant'Ilario Ligure, † 1905)
- Antonio Pellegrino, politico e medico italiano (Foggia, n. 1937 - Foggia, † 2011)
- Antonio Pellicanò, politico italiano (Mosorrofa, n. 1912 - † 1997)
- Antonio Pentangelo, politico italiano (Lettere, n. 1965)
- Antonio Pepe, politico italiano (Foggia, n. 1946)
- Antonio Perez, politico italiano (Verona, n. 1821 - Verona, † 1890)
- Antonio Pesenti, politico e imprenditore italiano (Alzano Lombardo, n. 1880 - Bergamo, † 1967)
- Antonio Petrucci, politico e letterato italiano (Siena, n. 1400 - Forlì, † 1471)
- Antonio Pettinari, politico italiano (Treia, n. 1949)
- Antonio Pezzella, politico italiano (Frattamaggiore, n. 1948 - Roma, † 2009)
- Antonio Piccinini, politico e sindacalista italiano (Reggio nell'Emilia, n. 1884 - Reggio nell'Emilia, † 1924)
- Antonio Pietrantonio, politico, dirigente pubblico e insegnante italiano (Benevento, n. 1937 - Benevento, † 2025)
- Antonio Pinto Soares, politico costaricano (Porto, n. 1780 - † 1865)
- Antonio Pisani, politico italiano (Cotronei, n. 1944)
- Antonio Piscel, politico, avvocato e giornalista italiano (Rovereto, n. 1871 - Serrada di Folgaria, † 1947)
- Antonio Pischedda, politico e attore teatrale italiano (Sassari, n. 1942 - La Spezia, † 2018)
- Antonio Piva, politico italiano (Monselice, n. 1942 - Verona, † 2022)
- Antonio Placido, politico italiano (Potenza, n. 1962)
- Antonio Potenza, politico italiano (Potenza, n. 1935)
- Antonio Prade, politico e avvocato italiano (Belluno, n. 1959)
- Antonio Prevosto, politico italiano (Nuoro, n. 1940)
- Antonio Profumo, politico e mercante italiano (Genova, n. 1788 - Genova, † 1852)
- Antonio Provana di Collegno, politico italiano (Torino)
- Antonio Pucci, politico e architetto italiano
- Antonio Pucci, politico italiano (Firenze, n. 1418 - Pisa, † 1484)
- Antonio Putzolu, politico e avvocato italiano (Seneghe, n. 1894 - Roma, † 1969)
- Antonio Pérez, politico spagnolo (Valdeconcha, n. 1540 - Parigi, † 1611)

## Q(1)
- Antonio Quattrocchi, politico italiano (Roma, n. 1942 - Roma, † 2024)

## R(18)
- Antonio Rastrelli, politico italiano (Portici, n. 1927 - Napoli, † 2019)
- Antonio Rattín, politico, ex calciatore e allenatore di calcio argentino (Tigre, n. 1937)
- Antonio de Reali, politico italiano (Venezia, n. 1834 - Venezia, † 1887)
- Antonio Maria Rinaldi, politico e economista italiano (Roma, n. 1955)
- Antonio Rizzo, politico italiano (Sarno, n. 1954)
- Antonio Caneda Rodríguez, politico spagnolo (San Xoán de Río, n. 1906 - O Irixo, † 1937)
- Antonio Romano, politico italiano (Grottaminarda, n. 1895 - Grottaminarda, † 1976)
- Antonio Romeo, politico e sindacalista italiano (Castellaneta, n. 1923 - † 1999)
- Antonio Romero Ortiz, politico spagnolo (Santiago di Compostela, n. 1822 - Santiago di Compostela, † 1884)
- Antonio Rossi, politico e ex canoista italiano (Lecco, n. 1968)
- Antonio Rotondo, politico italiano (Siracusa, n. 1953)
- Antonio Rotundo, politico italiano (Cursi, n. 1951)
- Antonio Rubbi, politico italiano (San Biagio d'Argenta, n. 1932)
- Antonio Rugghia, politico italiano (Marino, n. 1956)
- Antonio Rugiero, politico italiano (Napoli, n. 1938)
- Antonio Isidoro Rusca, politico e avvocato svizzero (Mendrisio, n. 1757 - Mendrisio, † 1846)
- Antonio Rusconi, politico italiano (Valmadrera, n. 1958)
- Antonio Russo, politico italiano (Giugliano in Campania, n. 1952 - Giugliano in Campania, † 2012)

## S(19)
- Antonio Saccone, politico italiano (Haifa, n. 1969)
- Antonio Saia, politico italiano (San Valentino in Abruzzo Citeriore, n. 1947)
- Antonio Salandra, politico e giurista italiano (Troia, n. 1853 - Roma, † 1931)
- Antonio Sapuppo Asmundo, politico italiano (Catania, n. 1858 - Catania, † 1945)
- Antonio Satta, politico italiano (Buddusò, n. 1941)
- Antonio Savorgnan, politico italiano (n. 1458 - Villaco, † 1512)
- Antonio Scano, politico italiano (Neoneli, n. 1859 - Cagliari, † 1945)
- Antonio Scapin, politico italiano
- Antonio Scarano, politico italiano (Rimini, n. 1930 - Gorizia, † 2019)
- Antonio Scavone, politico italiano (Catania, n. 1956)
- Antonio Segni, politico italiano (Sassari, n. 1891 - Roma, † 1972)
- Antonio Sensi, politico italiano (Cosenza, n. 1903 - † 2002)
- Antonio Serena, politico e saggista italiano (Padova, n. 1948)
- Antonio Maria Serristori, politico italiano (Firenze, n. 1711 - Firenze, † 1796)
- Antonio Simonelli, politico italiano († 1871)
- Antonio Smirich, politico dalmata (Lesina di Dalmazia, n. 1815 - Zara)
- Antonio Somma, politico italiano (Castellammare di Stabia, n. 1932 - Castellammare di Stabia, † 2012)
- Antonio Spinelli di Scalea, politico e bibliografo italiano (Capua, n. 1795 - Napoli, † 1884)
- Antonio Statella di Cassaro, politico e diplomatico italiano (Spaccaforno, n. 1785 - Torre del Greco, † 1864)

## T(18)
- Antonio Tacconi, politico italiano (Spalato, n. 1880 - Roma, † 1962)
- Antonio Tajani, politico e giornalista italiano (Roma, n. 1953)
- Antonio Tambosi, politico, imprenditore e mecenate italiano (Trento, n. 1853 - Trento, † 1921)
- Antonio Tancredi, politico italiano (Teramo, n. 1932 - Roma, † 2012)
- Antonio Taramelli, politico italiano (Lodi, n. 1928 - † 1989)
- Antonio Tasso, politico italiano (Manfredonia, n. 1957)
- Antonio Tatò, politico, sindacalista e editore italiano (Roma, n. 1921 - Roma, † 1992)
- Antonio Taziano, politico romano
- Antonio Testa, politico italiano (Verona, n. 1933 - Padova, † 2013)
- Antonio Toledo Corro, politico messicano (Escuinapa de Hidalgo, n. 1919 - Mazatlán, † 2018)
- Antonio Tolomei, politico italiano (Padova, n. 1839 - Padova, † 1888)
- Antonio Tomassini, politico e medico italiano (Ascoli Piceno, n. 1943)
- Antonio Torrisi, politico italiano (Paternò, n. 1927 - Paternò, † 1988)
- Antonio Toselli, politico e ingegnere italiano (Cuneo, n. 1884 - Roma, † 1954)
- Antonio Trapani Lombardo, politico italiano (Gallico, n. 1876 - Reggio Calabria, † 1958)
- Antonio Salvatore Trevisi, politico italiano (Copertino, n. 1976)
- Antonio Michele Trizza, politico italiano (Martina Franca, n. 1956)
- Vinicio Turello, politico e avvocato italiano (Bicinicco, n. 1930 - Udine, † 2013)

## U(1)
- Antonio Ursino Recupero, politico e mecenate italiano (Catania, n. 1853 - † 1925)

## V(17)
- Antonio Raquiza, politico filippino (Piddig, n. 1908 - † 1999)
- Antonio Valeriano, politico azteco (Azcapotzalco - † 1605)
- Antonio Valeriano, politico azteco
- Antonio Valiante, politico italiano (Cuccaro Vetere, n. 1939 - Vallo della Lucania, † 2019)
- Antonio Vallone, politico italiano (Galatina, n. 1858 - Galatina, † 1925)
- Antonio Venditti, politico italiano (Cerreto Sannita, n. 1858 - Napoli, † 1932)
- Antonio Ventre, politico e avvocato italiano (Formicola, n. 1931 - Caserta, † 2022)
- Antonio Verini, politico italiano (Campotosto, n. 1936 - L'Aquila, † 2021)
- Antonio Giuseppe Maria Verro, politico italiano (Palermo, n. 1946)
- Ettore Veuillet d'Yenne, politico e generale italiano (Yenne, n. 1758 - Genova, † 1830)
- Antonio Vicini, politico italiano (Modena, n. 1861 - Modena, † 1941)
- Antonio Villaraigosa, politico statunitense (Los Angeles, n. 1953)
- Antonio Irineo Villarreal, politico e generale messicano (Lampazos de Naranjo, n. 1877 - Città del Messico, † 1944)
- Antonio Viscomi, politico italiano (Petrizzi, n. 1961)
- Antonio Vitale, politico italiano (Santa Maria Capua Vetere, n. 1933 - † 2005)
- Antonio Lazzaro Volpinari, politico sammarinese (Domagnano, n. 1943)
- Antonio Vozzi, politico italiano (Chiaromonte, n. 1950)

## W(2)
- Antonio Winspeare, politico e prefetto italiano (Potenza, n. 1840 - Firenze, † 1913)
- Antonio Winspeare, duca di Salve, politico italiano (Napoli, n. 1822 - Depressa, † 1918)

## Z(6)
- Antonio Zanolini, politico italiano (Bologna, n. 1791 - Bologna, † 1877)
- Antonio Zavagnin, politico e sindacalista italiano (Corbeil-Essonnes, n. 1925 - † 2005)
- Antonio Zennaro, politico italiano (Padova, n. 1983)
- Antonio Zoboli, politico italiano (Partinico, n. 1903 - † 1975)
- Antonio Zolezzi, politico e dirigente sportivo argentino (Genova, n. 1874 - Buenos Aires, † 1953)
- Antonio Zurru, politico italiano (Nuoro, n. 1945 - Nuoro, † 2017)

## Á(1)
- Antonio Álvarez de Toledo y Beaumont, politico spagnolo (n. 1568 - † 1639)